# Gileño Apači
Gileño Apači (Gila Apache, Chííhénee’, Tcihende, Eastern Chiricahua, Chíhéne, Red Paint People).- Ime za grupu bandi Chiricahua Apača koje već negdje oko 1630. nastanjuju kraj oko rijeke Gile, Arizona. Gileño Apači zajedno s Chokonen ili Central Chiricahuas i Nedni ili Southern Chiricahuas čine pleme poznato kao Chiricahua. 
Sami Gileño Apači podijeljeni su prema lokalitetu na dvije glavne grupe, to su Mimbre kojima pripada i banda Warm Springs, i Mogollon Apači s nestalom bandom Bedonkohe. Razni autori imena ovih bandi i skupina krstili su raznim imenima, što je dovodilo do velike zbrke, pošto su se oni sami nazivali potpuno drugačijim imenima. 

## Vanjske poveznice
- Gila Apache Indian History